# Pont Vieux (Albi)
Pour les articles homonymes, voir Pont Vieux.
Le pont Vieux est un pont long de 150 mètres situé à Albi, en France.

## Localisation
Le pont est situé dans le département français du Tarn, sur la commune d'Albi. Il franchit le Tarn.
Il est inclus dans le périmètre de la cité épiscopale d'Albi inscrite au patrimoine mondial de l'UNESCO en 2010.

## Historique
Le Pont du Tarn, tel qu'il s'appelait à l'origine, a été construit entre 1035 et 1042. Les parties les plus anciennes visibles actuellement datent cependant du XIIIe siècle. Au départ, trop étroit, il ne permet pas le passage des charrettes. Les marchandises sont transportées à dos d'animal ou faix d'homme. 
Au XIIIe siècle (probablement entre 1230 et 1240), le pont est reconstruit. Un péage est alors installé à l'entrée du pont, bien qu'il soit attesté que des droits étaient déjà prélevés dès 1193. Seules les marchandises sont taxées comme le mentionne le cartulaire d'Albi datant de 1245. Toutefois, le cartulaire précise que les juifs, vivants ou morts, sont taxés. Le prélèvement de droits, d'abord réservé aux vicomtes puis aux seigneurs évêques d'Albi, est par la suite une prérogative offerte aux consuls d'Albi en 1269. Le pont contribue au développement urbain et commercial de la ville. L'argent ainsi collecté sert à l'entretien du pont mais aussi des remparts de la ville.
Il comporte au Moyen Âge une tour-porte fortifiée, une chapelle et un pont-levis[réf. nécessaire]. 
Au XVe siècle, des maisons sont construites sur les piliers du pont afin de rendre la structure du pont plus solide. Le pont Vieux ressemble alors au Ponte Vecchio de Florence. Ces maisons sont détruites après la crue de 1766.
En 1820, sa chaussée est redressée et élargie afin de permettre le croisement des charrettes timonières à quatre roues. L'arrière-bec des deux piles voisines de la rive gauche est prolongé vers l'aval tandis que l'arc en brique vient prendre appui sur les arrière-becs existants pour les autres piles. À l'amont, les avant-becs sont retaillés et leur partie supérieure est reconstruite afin de supporter des arcs en encorbellement. Le pont de pierre est également revêtu de briques.
L'édifice est classé au titre des monuments historiques le 16 mars 1921.